# Prisoner of Society
Prisoner of Society (em georgiano: სოციუმის პატიმარი; Sociumis patimari) é um curta-metragem documentário georgiano de 2018 dirigido por Rati Tsiteladze. Foi nomeado para a Prêmio da Academia de Cinema Europeu de Melhor Curta-Metragem no 31º Prêmio do Cinema Europeu.

## Recepção crítica
O British Film Institute (BFI) chamou-o de "provocativo e confrontacional" na Sight & Sound e nomeou-o entre os 10 curtas-metragens para assistir.
O filme ganhou o prêmio de Melhor Documentário e se classificou para o 91º Oscar no Tampere FF, onde o júri o chamou de "um documentário íntimo fascinante que é importante discutir não apenas na Europa, mas em todo o mundo".
O júri do Seminci elogiou a efetiva maestria cinematográfica de Tsiteladze: “o diretor supera sua limitação de recursos materiais para refletir com completude a complexa história da vida. A protagonista transgênero é prisioneira de seu corpo, de seus pais, da sociedade, de sua própria casa, o que nos lembra que somos todos prisioneiros de nossos preconceitos e de nossa ignorância.”

## Prêmios e indicações
| Prêmios e indicações para Prisoner of Society            |                                              |           |           |
| Ano                                                      | Associações                                  | Categoria | Resultado |
| 2018                                                     |                                              |           |           |
| Prêmio do Cinema Europeu                                 | Melhor Curta-Metragem                        | Indicado  |           |
| Festival de Cinema de Tampere                            | Melhor Documentário (qualificado para Oscar) | Venceu    |           |
| Festival de Cinema de Tampere                            | Melhor Curta-Metragem Europeu                | Venceu    |           |
| Festival Internacional de Cinema de Melbourne            | Grande Prêmio                                | Indicado  |           |
| Seminci - Festival Internacional de Cinema de Valladolid | Rainbow Spike (Menção Especial)              | Venceu    |           |
| Festival Encontros de Curtas-Metragens                   | Grande Prêmio de Encontros Breves            | Indicado  |           |
| Odense International Film Festival                       | Grande Prêmio de Documentário                | Venceu    |           |
| Festival Internacional de Curtas-Metragens de Upsala     | Grande Prêmio                                | Indicado  |           |
| Leeds International Film Festival                        | Curta-metragem Queer                         | Indicado  |           |
| Cyprus International Short Film Festival                 | Melhor Documentário                          | Venceu    |           |
| Festival de Cinema de Cork                               | Melhor Curta-Metragem                        | Indicado  |           |
| Internationale Kurzfilmtage Winterthur                   | Melhor Filme                                 | Indicado  |           |
| Galway Film Fleadh                                       | Melhor Curta-Metragem                        | Indicado  |           |
| Tofifest                                                 | Menção Especial                              | Venceu    |           |
| Rome Independent Film Festival                           | Melhor Curta-Metragem Internacional          | Indicado  |           |